# Little Habton
Little Habton – przysiółek w Anglii, w North Yorkshire. Leży 7,2 km od miasta Malton, 29,1 km od miasta York i 302 km od Londynu. W 1961 roku liczył 59 mieszkańców.